# Tyrique Jones
Tyrique Daniel Jones (Hartford, Connecticut, 3 de mayo de 1997) es un jugador de baloncesto estadounidense que está en las filas del KK Partizan de la ABA Liga. Con 2,06 metros de estatura, juega en la posición de ala-pívot.

## Trayectoria deportiva

### Universidad
Jugó cuatro temporadas con los Musketeers de la Universidad Xavier, en las que promedió 9,0 puntos y 6,5 rebotes por partido. En su última temporada fue incluido en el segundo mejor quinteto de la Big East Conference.

#### Estadísticas
| Año     | Equipo | PJ  | PT | MPP  | %TC  | %3P | %TL  | RPP  | APP | ROB | TPP | PPP  |
| ------- | ------ | --- | -- | ---- | ---- | --- | ---- | ---- | --- | --- | --- | ---- |
| 2016–17 | Xavier | 37  | 13 | 11.0 | .602 | –   | .488 | 3.1  | .3  | .2  | .4  | 4.2  |
| 2017–18 | Xavier | 32  | 19 | 15.0 | .627 | –   | .589 | 4.5  | .5  | .6  | .6  | 7.0  |
| 2018–19 | Xavier | 34  | 31 | 24.8 | .624 | –   | .641 | 7.7  | .8  | .8  | .9  | 11.3 |
| 2019–20 | Xavier | 32  | 32 | 28.2 | .557 | –   | .592 | 11.0 | 1.5 | 1.0 | 1.1 | 14.0 |
| Total   | Total  | 135 | 95 | 19.5 | .595 | –   | .596 | 6.5  | .7  | .6  | .7  | 9.0  |

### Profesional
Tras no ser elegido en el Draft de la NBA de 2020, se marcharía a Corea del Sur para jugar en las filas del Wonju DB Promy. En el conjunto coreano promedia 6.6 puntos y 6.6 rebotes de media por encuentro.
El 31 de diciembre de 2020, firma con el Hapoel Tel Aviv B.C. de la Ligat ha'Al, para disputar el término de la temporada 2020-21.
El 21 de agosto de 2021, firma por el Victoria Libertas Pesaro de la Lega Basket Serie A.
El 23 de julio de 2022 firmó contrato con el Türk Telekom B.K. de la BSL turca.
El 20 de agosto de 2024 firmó con el KK Partizan de la ABA Liga.